# Cyrtinus eugeniae
Cyrtinus eugeniae är en skalbaggsart som beskrevs av Fisher 1935. Cyrtinus eugeniae ingår i släktet Cyrtinus och familjen långhorningar. Inga underarter finns listade i Catalogue of Life.